# Bíblia poliglota
Es coneix com a Bíblia poliglota a aquelles Bíblies editades i impreses durant el Renaixement europeu (segles XVI-XVII). Són Bíblies que participen dels avenços en l'humanisme cultural i científic del seu moment. I contribueixen a desenvolupar-los. Com el seu nom indica, les Bíblies Poliglotes contenen el text bíblic del Primer i del Nou Testament en diverses llengües: les llengües bíbliques originals (hebreu i arameu pel que fa al Primer Testament; grec, pel que fa al Nou Testament) i les versions antigues, que en aquest cas, significa les traduccions de la Bíblia anteriors a l'any 1000 (grec, llatí, samarità, arameu, siríac, àrab, etíop, armeni, eslau, copte, georgià...) En són exemples destacats la Bíblia Poliglota Complutense i la Bíblia Poliglota d'Anvers.